# 성신폰트
성신폰트는 성신여자대학교에서 2010년에 만든 글꼴이다. 성신제목체와 성신본문체로 구성되어 있다. 한글 2,350자+특수문자 986자+영어 94자가 포함되어 있다.